# 盖尔·哈尔德
蓋爾·希爾馬·哈爾德（Geir Hilmar Haarde，1951年4月8日—），是前任冰島總理兼獨立黨主席。於2006年6月15日成為總理，當時他領導由獨立黨和進步黨組成的聯合政府。2007年國會選舉後，獨立黨得票百分比提高，蓋爾連任，領導由獨立黨和社會民主聯盟組成的聯合政府。

## 生平
出生於冰島首都雷克雅未克，父親為托馬斯·哈爾德，來自挪威羅加蘭，母親是冰島人。他以維恩國際獎學金在美國布蘭代斯大學取得經濟學學士學位，接著獲得兩個碩士學位，分別是約翰霍普金斯大學高級國際研究學院的國際關係學和明尼蘇達大學經濟學。
進入冰島國會之前，他在1977年至1983年任冰島中央銀行經濟學家，1983年至1987年是財政部長的政治顧問。1987年起，他成為國會議員。1991年至1998年，他擔任獨立黨國會小組的主席；1991年至1995年是國會外交事務委員會成員，1995年至1998年出任主席。1998年4月至2005年9月，他出任財政部長，然後在2005年9月至2006年6月出任外交部長。2005年10月，他在無對手的情況下當選為獨立黨主席，接替戴维·奥德森。
2006年6月5日，哈尔多尔·奥斯格里姆松宣布辭任總理，蓋爾於同月15日上任，成為總理。
任內發生2008年冰岛金融危机。
2009年1月23日，蓋爾宣布，由於健康問題（食道惡性腫瘤），他將在獨立黨下屆黨代表大會上辭去主席一職。同日，他宣布將大選提前於2009年5月9日舉行，他將不會參選。